# Andrea Ferro
Andrea "Andy" Ferro (født 19. august 1973 i Arona) er en italiensk sanger og medgrundlægger af gothic metal-bandet Lacuna Coil.